# Universalis Cosmographia

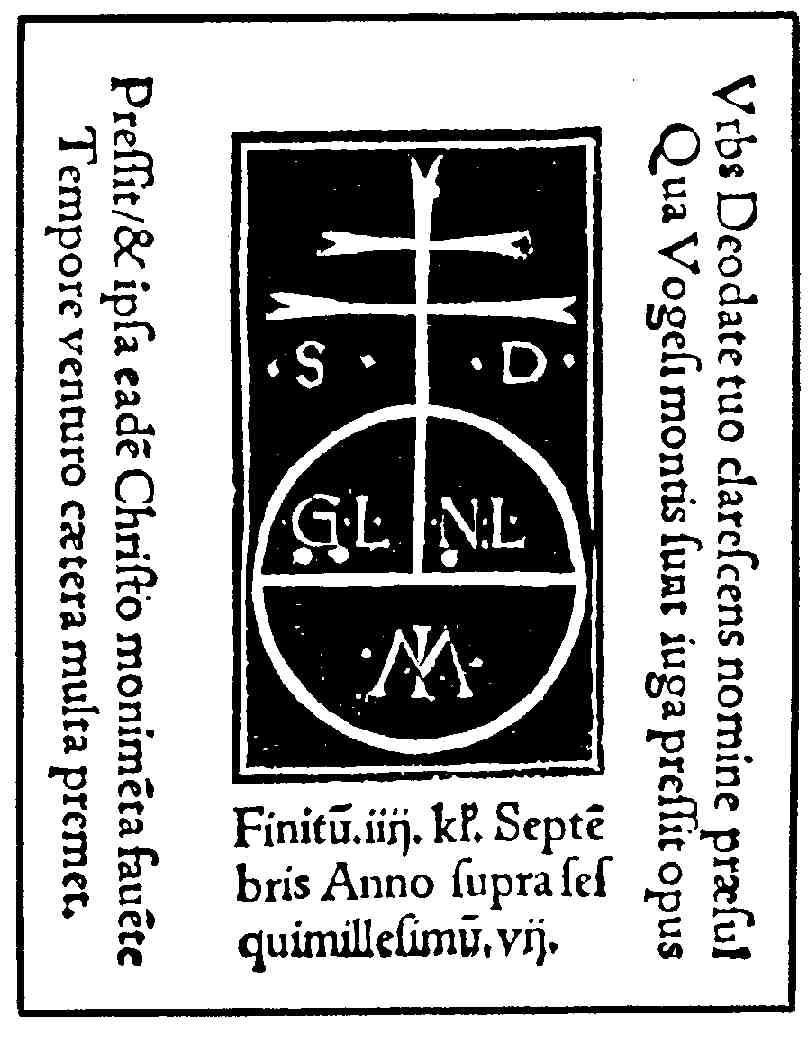
Marca d'impressor de Saint-Dié-des-Vosges.

 Planisferi de Waldseemüller  o  Universalis Cosmographia , és un planisferi de tot el món llavors conegut, realitzat sota la direcció del cartògraf alemany Martin Waldseemüller, que es va completar a la ciutat francesa de Saint-Dié l'abril de 1507, i va ser el primer mapa del món que té escrit «AMERICA» com a nom del Nou Món, en considerar Américo Vespucci descobridor del nou continent.
El nom «Amèrica» el va triar Waldseemüller pel navegant italià Amerigo Vespucci, ja que, segons va declarar ell mateix a la Cosmographiae introductio:
| «                      | No veig cap raó per la qual els països que formen part d'aquest nou món no puguin ser anomenats Terra d'Amèricus o Amèrica, com l'explorador Amerigo Vespucci que els ha descobert... | » |
| — Martin Waldseemüller | |   |

Això va ser a causa de la mala interpretació segons la qual Vespucci havia estat el descobridor d'Amèrica, per raó de la circulació per tot Europa, en forma de fullets impresos, de les quatre cartes escrites per Vespucci a la tornada dels seus viatges, que donaven a entendre que havia estat ell qui havia descobert el Nou Món. Els plets que mantenia la família Colom amb la corona espanyola també hi van tenir una estreta relació.
El planisferi, que consta de dotze gravats, porta per nom «Universalis cosmographia secundum Ptholomaei traditionem et Americi Vespucii aliorumque lustrationes», habitualment abreujat com a «Universalis cosmographia».

## Història

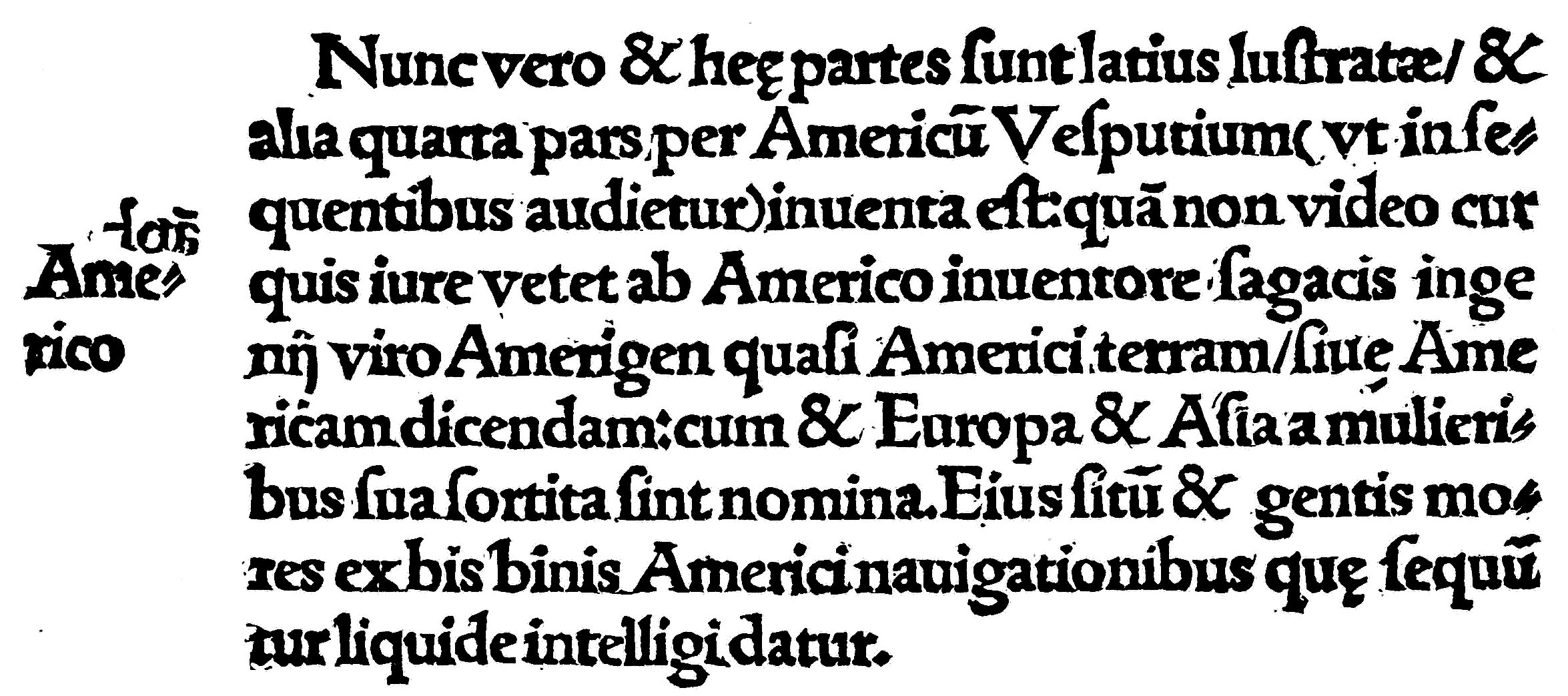
Pàgina de la Cosmographiae introductio on es proposa el nom d'Amèrica per al Nou Món

Fins a la seva adquisició per part de la Library of Congress el 2001, hi havia, relligat amb planisferi formant un sol llibre (del qual el planisferi n'és doncs una separata), un tractat de geografia titulat Cosmographiae Introductio , amb el qual va formar una sola unitat durant centenars d'anys, fins que el va trobar un investigador jesuïta a començament del segle xx.
El planisferi, del qual se'n van fer un miler d'exemplars, va obtenir un èxit enorme des del primer moment, difonent les seves còpies per Europa. Així, encara que més tard el seu autor sembla haver-se penedit d'atribuir el descobriment a Vespucci i el 1513 va publicar un altre mapa, anomenat «Terre Nove», dedicat exclusivament a Amèrica, en el qual substituïa el nom d'Amèrica pel de «Terra Incognita", afegint en una nota aclaridora que «aquesta terra i les illes adjacents van ser descobertes pel genovès Colom, per mandat del rei de Castella», America no va trigar a generalitzar-se repetit en mapes que copiaven o s'inspiraven en el nom encunyat per Waldseemüller.
En 1512 va aparèixer a Cracòvia la  Introductio in Ptholomei Cosmographiam  de Jan de Stobnica en la qual es reproduïa el mapa petit de la  Universalis Cosmographia . Perduts tots els exemplars del planisferi de Waldseemüller, el de Stobnicy va ser considerat el més antic dels mapes que representaven a Amèrica com un continent independent.
El 1901 es va descobrir al castell de Wolfegg, a l'Alta Suàbia, l'únic exemplar actualment subsistent, que al segle xvi havia pertangut a Johann Schöner, un astrònom i fabricant de globus terrestres de Nuremberg. El 2001 aquest exemplar únic va ser adquirit per la Biblioteca del Congrés dels Estats Units per 10 milions de dòl·lars.

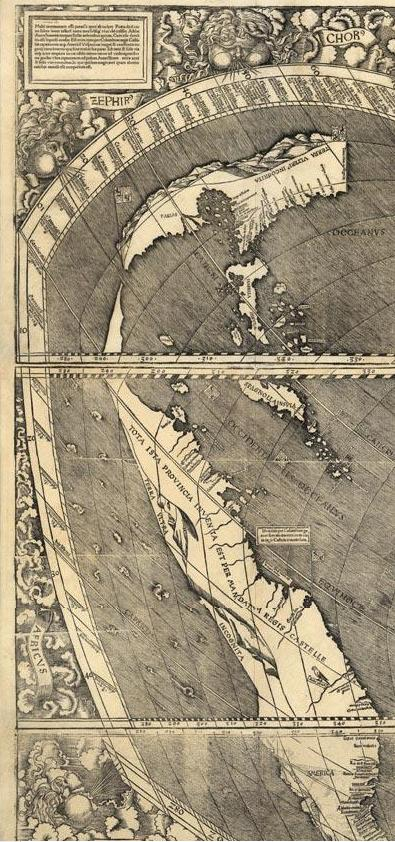
Representació dels Andes i de les muntanyes Rocoses

## El planisferiUniversalis Cosmographia

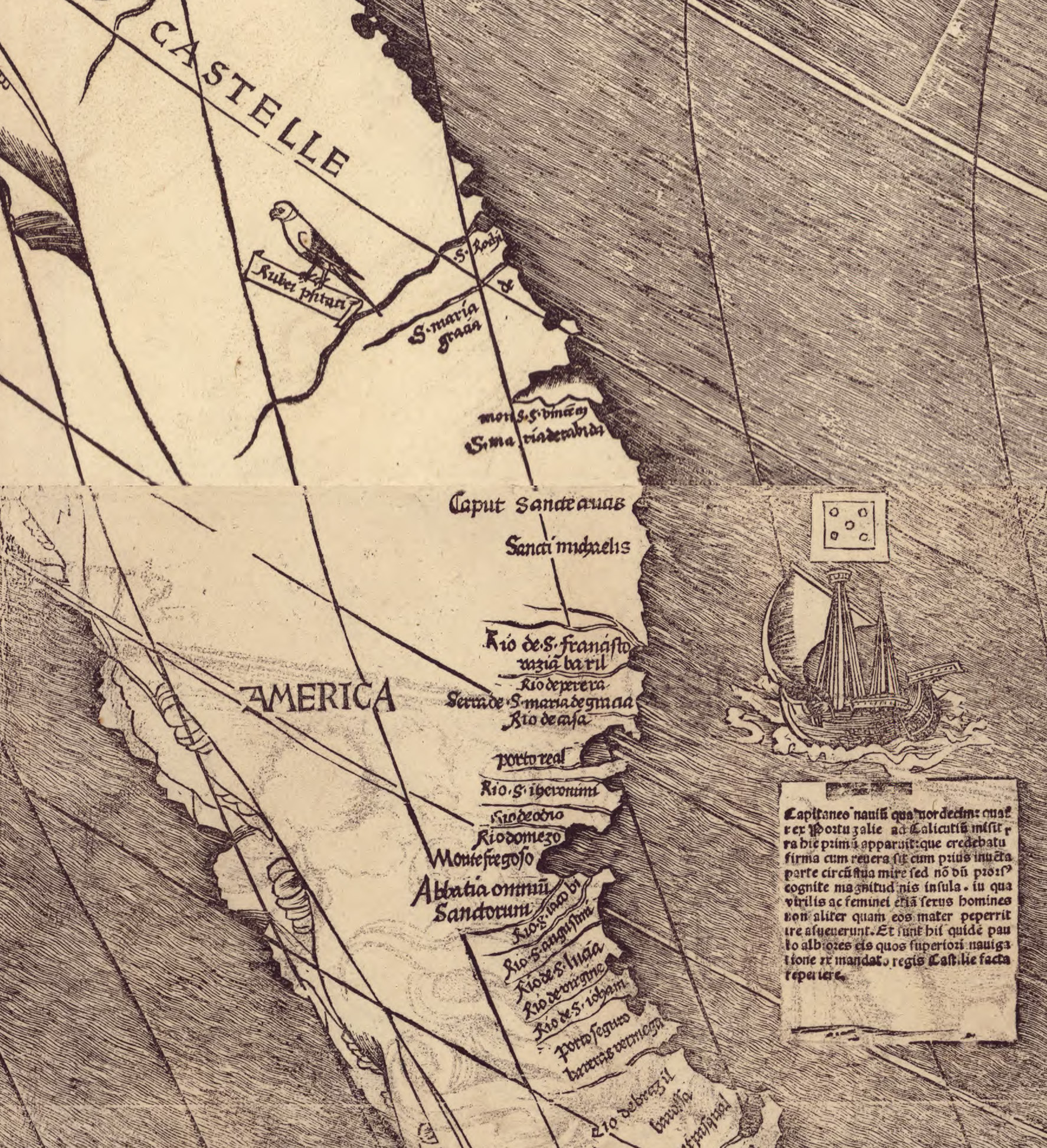
Detall amb el nom «AMERICA».

Es tracta d'una obra de gran format (1290 x 2320 mm), gravada en xilografia i impresa en dotze fulls separats de 430 x 590 mm cadascun, component un mapamundi mural no acolorit, format per una matriu de quatre columnes per tres files. Va ser elaborat en el  Gymnasium Vosgense  de Sankt Diedel sota la direcció de Martin Waldseemüller i imprès el 1507 amb el títol  Universalis Cosmographia secundum Phtolomaei traditionem et americi Vespucii aliorumque lustrationes  ('Cosmografia universal segons la tradició de Ptolemeu i els viatges d'Amerigo Vespucci i d'altres').
El conjunt representa l'orbe terrestre mitjançant una versió modificada de la projecció cònica de Ptolemeu, en la qual els meridians són línies corbes i els paral·lels formen línies concèntriques. Té forma cordiforme (de cor), coronat per dos medallons amb dos hemisferis: al costat del de l'esquerra, ocupat per Àsia, Àfrica i Europa, es dibuixa a Ptolemeu, i en el de la dreta, amb la representació d'Amèrica, el retrat d'Amerigo Vespucci. El mapa, segons s'afirma en el seu text, segueix la tradició ptolemaica, i om bon seguidor dels primers mapes medievals de la Geographia de Ptolemeu, mostra les latituds i longituds.
Pero Walseemuller trenca amb la tradició dels típics mapes ptolomaics medievals, en introduir el nou continent totalment separat d'Àsia i envoltat d'aigua, en contra de l'opinió de Cristòfor Colom que encara que en arribar a l'Orinoco va considerar sudamèrica un nou món (de fet en els mapes de Bartomeu Colom se l'anomena Mondo novo o Terra de la Santa creu), no estava segur de la seva connexió amb els territoris del Nord (imatge de Sant Cristòfol al mapa de 1500). En la part corresponent a Amèrica del Sud hi ha escrit el nom d'Amèrica, explicant en un requadre situat a la part superior el motiu pel qual se li dona aquest nom a aquest nou continent.
Al mapa principal Amèrica apareix dividida en dos continents, separats per un estret, mentre que en el medalló situat al costat del retrat de Vespucci es representa com un únic continent. Cuba, que porta el nom de «Isabella», es dibuixa com una illa al estil dels mapes anteriors com el de Juan de la Cosa encara que Cosa la va dibuixar íntegrament per sobre del Tròpic de Càncer forçat pel tractat d'Alcàçovas.

## Els Andes, les Rocoses i el Pacífic
Al mapa de Waldseemüller, les línies de muntanyes corresponen als Andes i a les muntanyes Rocoses. La representació de les costes americanes és, necessàriament, tan sols aproximada. Waldseemüller només podia comptar amb altres cartes d'Amèrica com el mapa de Cantino i el planisferi de Caverio, que sembla haver estat la seva font principal, en les quals les costes occidentals del continent no es dibuixaven, ja que fins llavors, només s'havia explorat la costa atlàntica i tot i així, de manera parcial.
El problema el va resoldre amb dos traços gairebé rectilinis a Amèrica del Sud, anotant enmig d'ells «Terra Vltra Incognita», i en la part d'Amèrica del Nord apropant-se a la línia del meridià corresponent.
No és gens clar en quina informació es va basar l'autor per reproduir aquestes dades encara oficialment desconegudes el 1507; podria ser una feliç intuïció del propi Waldseemüller. De fet, ni Cristòfor Colom ni Amerigo Vespucci havien arribat fins a l'interior del continent. Tampoc cap d'ells havia travessat Amèrica per arribar a descobrir-hi més enllà l'oceà Pacífic.

## Parias i America
El nom de la massa del nord del país, Parias, es deriva d'un passatge en els Quatre Viatges d'Amerigo Vespucci, on, després de diverses parades, l'expedició arriba a una regió que estava "situada a la zona tórrida just per sota del paral·lel que descriu el Tròpic de Càncer, i aquesta província és anomenada per ells [els habitants] Parias" Parias va ser descrita pel seguidor de Waldseemüller, Johannes Schöner: "L'illa de Parias, que no forma part del món, sinó que és gran i especial de la quarta part del món", que indica la incertesa sobre la seva situació.
Parias i America, estan separades entre si a la regió del present Panamà en el mapa principal, però en el mapa en miniatura s'insereixen a la part superior del mapa el istmo que uneix els dos està intacte, aparentment demostrant la voluntat de representació de Waldseemüller.

## El tractatCosmographiae Introductio

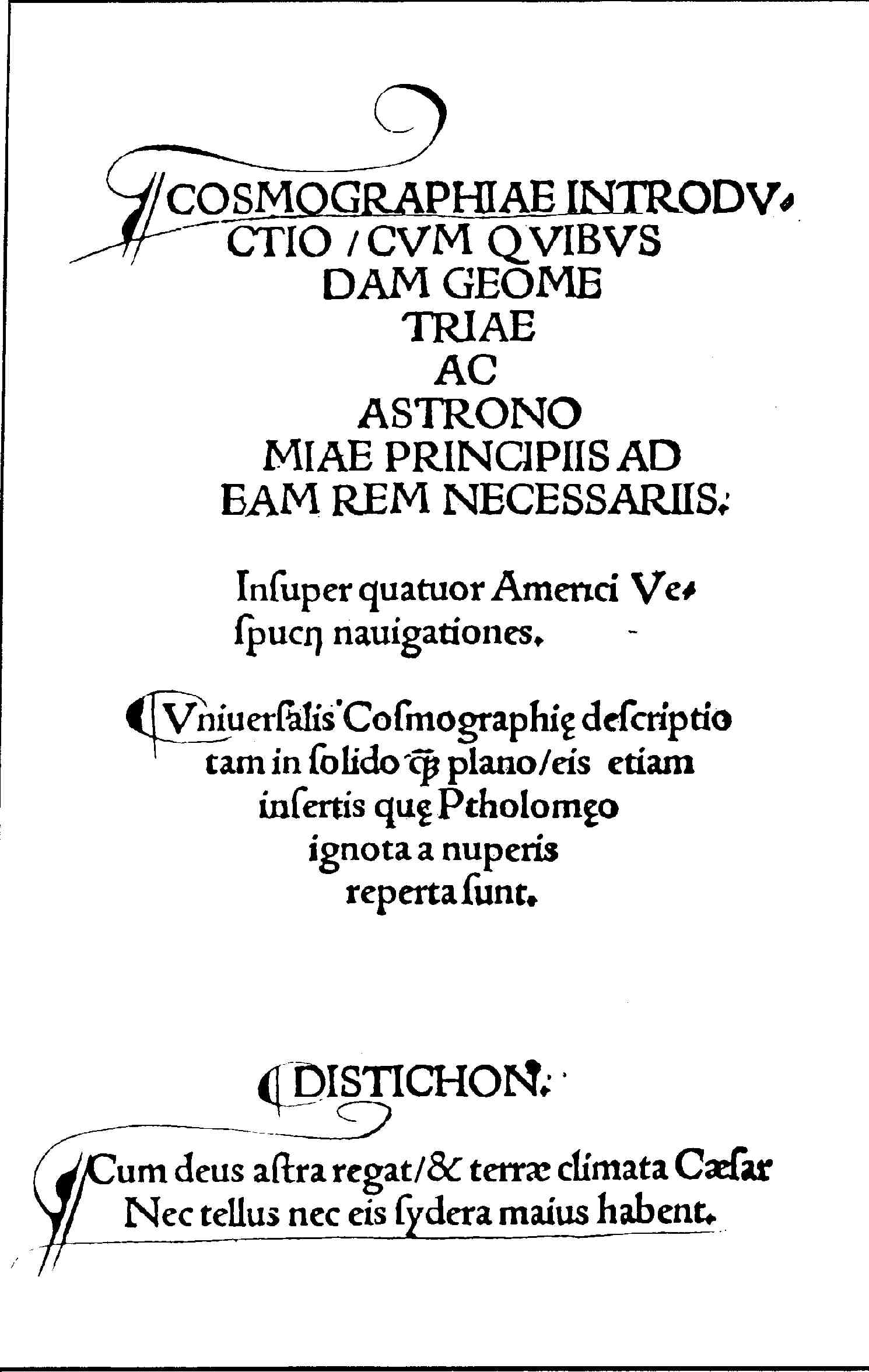
Portada del tractat Cosmographiae Introductio.

El llibre  Cosmographiae Introductio  és un tractat de Geografia de cinquanta-dos fulls amb el títol complet Cosmographiae introductio cum quibusdam geometriae ac astronomiae principiis ad eam rem necessariis. Insuper quatuor Americi Vespucii navigationes. Universalis Cosmographiae descriptio tam in solido quam plano, eis etiam insertis, quae Ptholomaeo ignota a nuperis reperta sun, del qual se'n van fer almenys quatre edicions a Saint-Dié després de la primera meitat de 1507.